# Abul Ataia
Abul Ataia (em árabe: أبو العتاهية; romaniz.: Abū l-ʻAtāhiyya; Ayn al-Tamr, Ambar, ca. 748 — Bagdá, ca. 828), nome completo Abu Ixaque Ismail ibne Cacim Alanazi (أبو إسحاق إسماعيل بن القاسم بن سويد العنزي) foi um dos principais poetas árabe do início da era islâmica, um prolífico poeta muwallad de ascetas que se igualou a Bashshar ibn Burd e Abu Nuwas, ambos com quem se encontrou. Renunciou à poesia por um tempo por motivos religiosos.

## Biografia
Abul Ataia nasceu em Ayn al-Tamr, em Carbala. Há duas opiniões sobre sua linhagem: a primeira é que ele era da tribo dos anazaítas, enquanto a outra é que sua família era maula da tribo dos anazaítas. Sua juventude foi passada em Cufa, onde vendia cerâmica. Enquanto vendia cerâmica, viu poetas se reunirem para uma competição e participou dela. Mais tarde, compôs elogios ao governador do Tabaristão, o emir Umar Ibn al-Alā (783–4/ 167AH).
Com o crescimento de sua reputação, Abul Ataia foi atraído para Bagdá, a sede da corte abássida, onde logo se tornou famoso por seus versos, especialmente por aqueles dirigidos a 'Utbah, uma concubina do califa abássida Almadi. Seu amor não foi correspondido, embora o califa Almadi, e depois dele o califa Harune Arraxide, intercedessem por ele. Em um determinado momento, ele ofendeu o califa tendo sido aprisionado por um curto período.
Abul Ataia morreu em 828, durante o reinado do califa Almamune. Ibne Nadim cita o cádi de al-Kūfah Ibn Kāmil (m. 961) que ele morreu no mesmo dia que o gramático 'Amr ibn Abī 'Amr al-Shaybānī e o músico da corte Ibrahim Al-Mausili em 828-9 / 213 AH.] Sua tumba ficava às margens do canal Īsā em frente à Kantarat al-Zaiyātīn (Ponte dos homens do petróleo).

## Legado
A poesia de Abul Ataia é notável por evitar a artificialidade quase universal durante sua vida. A poesia mais antiga do deserto foi constantemente imitada até essa época, embora não fosse natural para a vida na cidade. Abul Ataia foi um dos primeiros a abandonar a antiga forma cássida (elegia). Ele era muito fluente e usava muitas métricas. Ele também é considerado um dos primeiros poetas filosóficos dos árabes. Grande parte de sua poesia se preocupava com a observação da vida comum e da moralidade e, às vezes, era pessimista. Por isso, ele foi fortemente suspeito de heresia.
Ibn Abi Tahir Tayfur (819/20–893/94) publicou uma antologia da poesia de Abul Ataia. Ele também foi incluído na antologia inacabada de Hārūn ibn 'Alī al-Munajjim “Tradições dos Poetas”, juntamente com os poetas contemporâneos Abu Nuwas e Bashshar ibn Burd. O vizir Ibn 'Ammār al-Thaqafī (m. 931/ 319 AH) escreveu Tradições sobre Abul Ataia.
A família de Abul Ataia
Abul Ataia produziu poetas entre seus filhos e netos:
- Muḥammad ibn Abī al-'Atāhiyah, de sobrenome Abū 'Abd Allāh, era um eremita apelidado de al-'Atāhiyah (o tolo);
- 'Abd Allāh ibn Muḥammad ibn Abī al-'Atāhiyah; e
- Abū Suwayd 'Abd al-Qāwī ibn Muḥammad ibn Abī al-'Atāhiyah.

Dentre as muitas anedotas contadas sobre Abul Ataia, ibne Nadim relata uma atribuída ao músico da corte abássida, Isḥāq al-Mawṣilī, que sempre que ele, al-Mawṣilī, via três homens, outros três apareciam: “Onde quer que al-Haytham ibn 'Adi fosse visto, Hixame ibne Alcalbi estava lá; se 'Allawīyah estivesse lá, então Mukhāriq aparecia; Abū Nuwās estava à disposição se Abū al-'Atāhiyah aparecesse."